# Shire of Mingenew
Shire of Mingenew is een lokaal bestuursgebied (LGA) in de regio Mid West in West-Australië. Shire of Mingenew telde 407 inwoners in 2021. De hoofdplaats is Mingenew.

## Geschiedenis
Op 12 december 1919 werd het 'Mingenew Road District' opgericht. Ten gevolge de 'Local Government Act' van 1960 veranderde het district van naam en werd op 23 juni 1961 de 'Shire of Mingenew'.
| Jaar | Bevolkingsaantal |
| ---- | ---------------- |
| 1933 | 811              |
| 1947 | 690              |
| 1954 | 960              |
| 1961 | 985              |
| 1966 | 978              |
| 1971 | 987              |
| 1976 | 841              |
| 1981 | 736              |
| 1986 | 693              |
| 1991 | 621              |
| 1996 | 586              |
| 2001 | 535              |
| 2006 | 471              |
| 2011 | 480              |
| 2016 | 455              |
| 2021 | 407              |

## Beschrijving
'Shire of Mingenew' is een district in de regio Mid West. De hoofdplaats is Mingenew. Het district is bijna 2.000 km² groot en ongeveer 370 kilometer ten noorden van de West-Australische hoofdstad Perth gelegen. De belangrijkste economische sectoren zijn de landbouw en het toerisme.
Het district telde 407 inwoners in 2021, tegenover 535 in 2001. Ongeveer 5 % van de bevolking is van inheemse afkomst.

## Plaatsen, dorpen en lokaliteiten
- Mingenew
- Holmwood
- Ikewa
- Mooriary
- Mount Budd
- Nangetty
- Yandanooka
- Yarragadee